# Polyphylla variolosa
Polyphylla variolosa är en skalbaggsart som beskrevs av Nicholas Marcellus Hentz 1830. Polyphylla variolosa ingår i släktet Polyphylla och familjen Melolonthidae. Inga underarter finns listade i Catalogue of Life.